# Kántorjánosi, Szabolcs-Szatmár-Bereg
Kántorjánosi  este un sat în districtul Mátészalka, județul Szabolcs-Szatmár-Bereg, Ungaria, având o populație de 2.208 locuitori (2011). 

## Demografie
Componența etnică a satului Kántorjánosi
     Maghiari (71,99%)
     Romi (27,79%)
     Români (0,21%)
Componența confesională a satului Kántorjánosi
     Reformați (34,28%)
     Greco-catolici (26,68%)
     Romano-catolici (6,3%)
     Fără religie (5,3%)
     Necunoscută (27,45%)
     Alte religii (15,85%)
Conform recensământului din 2011, satul Kántorjánosi avea 2.208 locuitori. Din punct de vedere etnic, majoritatea locuitorilor (71,99%) erau maghiari, cu o minoritate de romi (27,79%). Nu există o religie majoritară, locuitorii fiind reformați (34,28%), greco-catolici (26,68%), romano-catolici (6,3%) și persoane fără religie (5,3%). Pentru 27,45% din locuitori nu este cunoscută apartenența confesională.